# Anu Nieminen
Anu Nieminen (geboren: Weckström, Helsinki, 16 december 1977) is een Finse badmintonspeelster. Ze is de nummer 72 op de wereldranglijst (enkelspel).
Ze is getrouwd met de Finse tennisser Jarkko Nieminen.

## Belangrijkste resultaten enkelspel

### Olympische Spelen
| Editie        | Resultaat    | Prestatie                                                                     |
| ------------- | ------------ | ----------------------------------------------------------------------------- |
| Sydney - 2000 | tweede ronde | eerste ronde: vrij tweede ronde: verloor van Kanako Yonekura JPN (8-11, 2-11) |
| Athene - 2004 | eerste ronde | verloor van Kaori Mori JPN (5-11, 4-11)                                       |

### Wereldkampioenschappen
| Editie              | Resultaat    | Prestatie |
| ------------------- | ------------ | --- |
| Glasgow - 1997      | eerste ronde | |
| Kopenhagen - 1999   | eerste ronde | |
| Sevilla - 2001      | eerste ronde | |
| Birmingham - 2003   | derde ronde  | eerste ronde: ? tweede ronde: won van Yu-Chin Chien TPE (11-3, 11-3) derde ronde: verloor van Camilla Martin DEN (3-11, 3-11) |
| Anaheim - 2005      | eerste ronde | verloor van Larisa Griga UKR (4-11, 5-11)                                                                                     |
| Madrid 2006         | eerste ronde | verloor van Kaori Mori JPN (18-21, 11-21)                                                                                     |
| Kuala Lumpur - 2007 | eerste ronde | verloor van Ella Karachkova RUS (14-21, 21-10, 12-21)                                                                         |